# The Autumn Stone
The Autumn Stone es un álbum recopilatorio de la banda de rock británica Small Faces publicado en 1969 por el sello Immediate. El álbum contiene la mayoría de sencillos en formato 7" lanzados por Immediate y Decca Records junto a algunas grabaciones en vivo de una presentación en Newcastle y canciones inéditas del álbum 1862 que nunca se llegó a publicar de manera oficial, incluyendo "Autumn Stone", una versión alternativa de "Afterglow of Your Love", versiones de Tim Hardin y la instrumental "Wide Eyed Girl On The Wall".

## Lista de canciones

### Lado A
1. "Here Come the Nice"
2. "The Autumn Stone"
3. "Collibosher"
4. "All or Nothing" (live)
5. "Red Balloon"
6. "Lazy Sunday"
7. "Call It Something Nice"
8. "I Can't Make It"
9. "Afterglow of Your Love"
10. "Sha-La-La-La-Lee"
11. "The Universal"

### Lado B
1. "Rollin' Over" (live)
2. "If I Were A Carpenter" (live)
3. "Every Little Bit Hurts" (live)
4. "My Mind's Eye"
5. "Tin Soldier" (live)
6. "Just Passing"
7. "Itchycoo Park"
8. "Hey Girl"
9. "Wide Eyed Girl On The Wall"
10. "Whatcha Gonna Do About It"
11. "Wham Bam Thank You Mam"

## Créditos
- Steve Marriott − voz, guitarras, armónica
- Ronnie Lane −voz, bajo, guitarra
- Kenney Jones − voz, percusión
- Ian McLagan − voz, teclados